# 21645 Chentsaiwei
21645 Chentsaiwei este un asteroid din centura principală de asteroizi.

## Descriere
21645 Chentsaiwei este un asteroid din centura principală de asteroizi. A fost descoperit pe 14 iulie 1999 la Socorro, New Mexico, în cadrul proiectului LINEAR. Asteroidul prezintă o orbită caracterizată de o semiaxă mare de 2,55 ua, o excentricitate de 0,22 și o înclinație de 11,6° în raport cu ecliptica.